# Departament de Loreto
|  | Aquest article tracta sobre la regió de Loreto (Perú). Vegeu-ne altres significats a «Geganta Loreto de Vilamajor». |

Loreto és la regió més septentrional del Perú. Limita el nord amb el Departament de Putumayo (Colòmbia), al nord-oest les províncies equatorianes de Sucumbíos, Orellana, Pastaza i Morona-Santiago, al nord-est amb el Departament d'Amazones (Colòmbia), a l'est amb els estats brasilers d'Amazones i Acre, al sud amb les regions peruanes d'Ucayali i Huánuco, i a l'oest amb les de San Martín i Amazonas. La capital és Iquitos.

## Divisió Administrativa
La regió es divideix en vuit províncies.
1. Maynas
Capital: Iquitos
2. Alto Amazonas
Capital: Yurimaguas
3. Datem del Marañón
Capital: San Lorenzo
4. Loreto
Capital: Nauta
5. Mariscal Ramón Castilla
Capital: Caballococha
6. Putumayo
Capital: San Antonio del Estrecho
7. Requena
Capital: Requena
8. Ucayali
Capital: Contamana

## Regió de 1987-1992
Entre el 1987 i el 1992 el departament es va constituir en Regió de l'Amazones. La bandera regional fou blanca amb el seu logotip al mig.

## Recursos naturals
A la regió de Loreto s'extreu més del 60% de la producció de petroli del Perú. A més, hi ha serradores, fàbriques de laminat de fusta, paper i productes derivats (com ara jebe i olis). D'altra banda, els recursos més destacables de la regió són l'arròs, la iuca, la fusta, la fruita, el cautxú i la ramaderia de zebús.

## Transport
- Ports fluvials: Iquitos, Yurimaguas i Saramiriza.
- Aeroports: Aeroport Internacional d'Iquitos i aeroports locals de Yurimaguas, Andoas, Caballococha, Güepí, Iberia, Requena, Contamana i Intuto.